# Antoni Sadzewicz

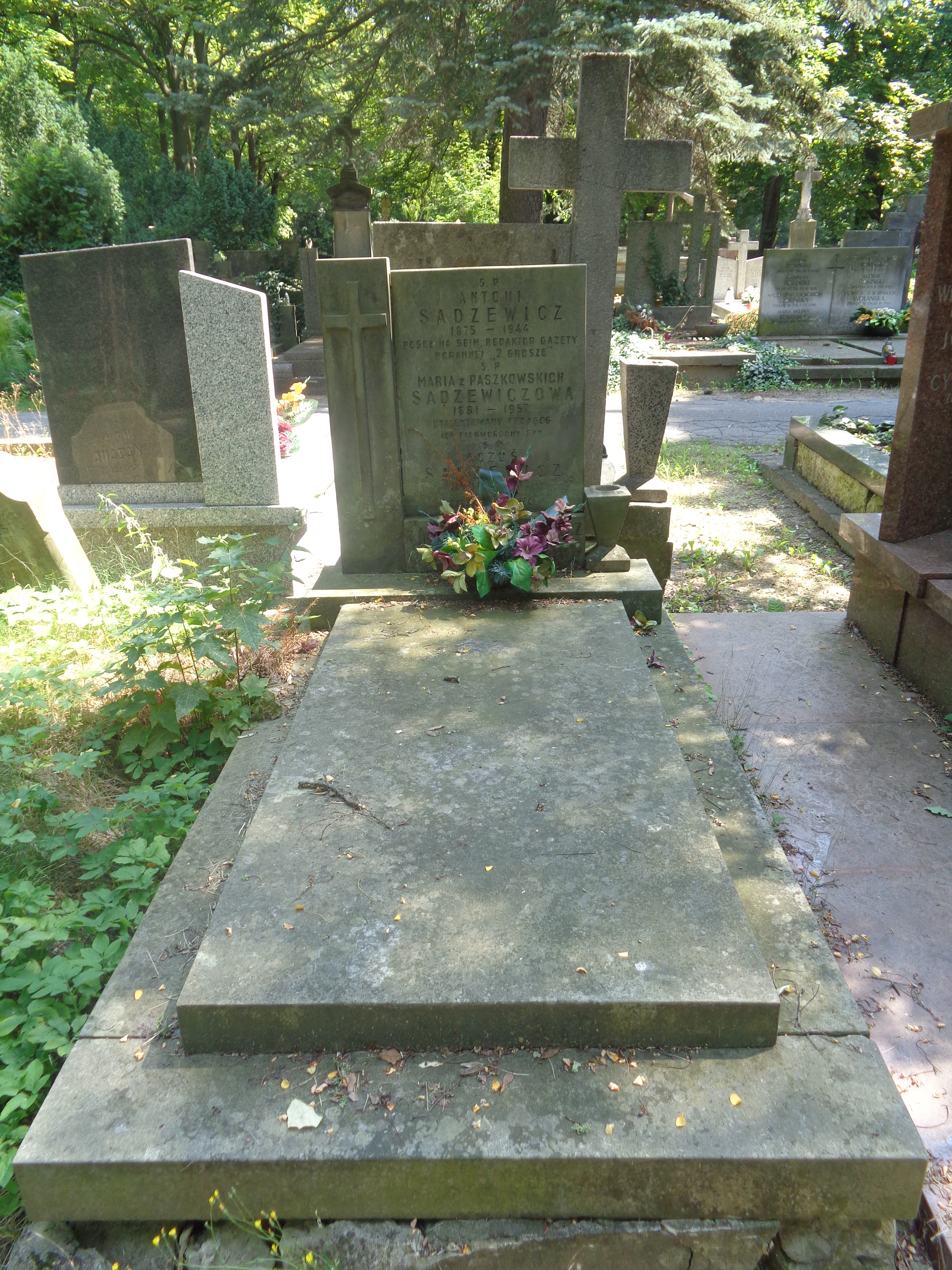
Nagrobek Antoniego i Marii Sadzewiczów na Cmentarzu Powązkowskim

Antoni Sadzewicz (ur. 11 listopada 1875 w Jeziorku, zm. 20 marca 1944 w Warszawie) – polski dziennikarz i polityk, redaktor „Gazety Porannej 2 Grosze”, poseł na Sejm I kadencji w II RP z ramienia Związku Ludowo-Narodowego.

## Życiorys
Pochodził ze szlacheckiej rodziny z okolic Łomży. Kształcił się w Warszawie, tutaj też rozpoczął studia. Za działalność w Zecie był więziony w Cytadeli, skąd wypuszczony po półtora roku – wyjechał do Lwowa, gdzie studiował historię i geografię. Tutaj współredagował „Tekę”. Kolportował „Przegląd Wszechpolski” i „Polaka”.
Następnie wyjechał do Szwajcarii, gdzie pracował jako bibliotekarz. Po przejęciu przez narodowców „Słowa Polskiego” w 1902 wrócił do Lwowa, obejmując obowiązki sekretarza redakcji w tym piśmie. Był również publicystą innych periodyków (wspomnianego „Przeglądu Wszechpolskiego” czy też w „Ojczyźnie”).
Po wybuchu rewolucji 1905 wrócił do Warszawy, gdzie publikował w różnych tytułach endeckich. Pełnił nawet funkcję redaktora naczelnego „Gazety Warszawskiej”. Następnie został korespondentem pisma w Petersburgu. W 1912 objął funkcję redaktora „Gazety Porannej 2 Grosze”.
W 1915 wyjechał do Moskwy, gdzie wydawał „Gazetę Polską”, a pod koniec wojny w Mińsku – „Placówkę”. Był członkiem Rady Polskiej Zjednoczenia Międzypartyjnego. Po wojnie od 1919 kontynuował redagowanie „Gazety Porannej 2 Grosze”.
W 1925 połączono „Dwugroszówkę” z „Gazetą Warszawską”. Trzy lata potem Sadzewicz zerwał z endecją. Był posłem na Sejm I kadencji z ramienia ZLN. W latach 30. związał się z prasą rządową.
W 1943, w czasie okupacji w swym domu w miejscowości Baczki udzielił schronienia rodzinie późniejszej krytyk filmowej, Marii Kornatowskiej. 
Pochowany na Starych Powązkach (kwatera 291-2-7). 

## Rodzina
Miał żonę Marię z domu Paszkowska (fizyk, matematyk, pedagog) oraz syna Marka (1907-1975, dziennikarz) i córkę Barbarę (1915-1988, uczestniczka powstania warszawskiego). 